# Micrabraxas pongaria
Micrabraxas pongaria är en fjärilsart som beskrevs av Charles Oberthür 1893. Micrabraxas pongaria ingår i släktet Micrabraxas och familjen mätare. Inga underarter finns listade i Catalogue of Life.